# دومینو (مجموعه تلویزیونی ارمنستانی)
دومینو (ارمنی: Դոմինո; انگلیسی: Domino) مجموعه تلویزیونی کمدی درام به کارگردانی هاروت خالافیان که محصول کشور ارمنستان است. شبکه تلویزیونی آرمنیا تی‌وی این سریال را در تاریخ ۱۵ سپتامبر ۲۰۱۵ به روی آنتن فرستاد. داستان‌های این مجموعه تلویزیونی در ایروان، پایتخت ارمنستان، اتفاق می افتند.

## بازیگران
- سوس جانیبکیان در نقش میکا (فصل‌های ۱–تاکنون) پسر مجرد
- مهر خاچاتریان در نقش گاریک "دکتر" (فصل‌های ۱- تاکنون) شوهر سوفا
- نارک باویان در نقش نوریک (فصل‌های ۱- تاکنون) دوست پسر لیکا
- آنا گریگوریان در نقش آنی گریگوریان (فصل‌های 1) مدیر کافه
- گایانه آوتیسیان در نقش سوفا (فصل‌های ۱-تاکنون نقش مکمل) همسر گاریک
- لیکا سالمانیان در نقش لیکا (فصل‌های 1) دوست‌دختر نوریک
- آرسن گریگوریان در نقش آرتور (فصل‌های ۱-تاکنون) کارمند بانک
- هریپسیمه ناواساردیان در نقش کارینه "کارا" (فصل‌های ۱-تاکنون نقش مکمل) همسر ویکتور
- النا وارطانیان در نقش نلی وارطانوفنا (فصل‌های ۱-تاکنون نقش مکمل) مدیر ورزشگاه (جیم), معشوقه گوگو
- ساتنیک اوهانیان در نقش مارگاریتا "مارگو" (فصل‌های ۱-تاکنون نقش مکمل) مدیر مرکز ماساژ
- آرا کاراگیان در نقش آلیک (فصل‌های ۱-تاکنون) مدیر رستوران
- نارینه آلکسانیان در نقش ژانا (فصل‌های ۱-تاکنون) کارگر رستوران.
- هایک هامبارتسومیان در نقش ویکتور (فصل‌های ۱-تاکنون، میهمان) شوهر کارا
- ژورا هوهانیسیان در نقش گوگو (فصل‌های ۱-تاکنون، میهمان) کارگر رستوران.
- - در نقش گوگو (فصل‌های ۱، میهمان) شوهرخواهر مارگاریتا
- ساتن قازاریان در نقش - اریکا (فصل ۲)
- کریستینا خاچاتریام در نقش -ایزا (فصل ۲)
- هوهانس داوتیان در نقش - یورا (فصل 2)